# Área metropolitana de Ithaca
El Área Metropolitana de Ithaca y oficialmente como Área Estadística Metropolitana de Ithaca, NY MSA tal como lo define la Oficina de Administración y Presupuesto, es un Área Estadística Metropolitana centrada en la ciudad de Ithaca en el estado estadounidense de Nueva York. El área metropolitana tenía una población en el Censo de 2010 de 101.564 habitantes, convirtiéndola en la 342.º área metropolitana más poblada de los Estados Unidos. El área metropolitana de Ithaca comprende solamente el condado de Tompkins y la ciudad más poblada es Ithaca.

## Composición del área metropolitana

### Condados
- Condado de Tompkins

### Ciudades
Ithaca 

### Pueblos
Caroline |
Danby |
Dryden |
Enfield |
Groton |
Ithaca |
Lansing |
Newfield |
Ulysses

### Villas
Cayuga Heights |
Dryden |
Freeville |
Groton |
Lansing |
Trumansburg 

### Lugares designados por el censo
Forest Home |
Newfield Hamlet |
South Hill 